# Міранда Керр
Міра́нда Мей Керр (англ. Miranda May Kerr; нар. 20 квітня 1983 року, Сідней, Австралія) — австралійська супермодель. У 2008 році за версією видання «Forbes» Керр увійшла в ТОП-10 найбагатших моделей світу.

## Біографія
Народилася в Сіднеї, у родині Джона і Терези Керрів. У Міранди французьке, філіппінське, шотландське та англійське коріння. Має молодшого брата Меттью. Виросла в Ганнеді, маленькому містечку в Новому Південному Уельсі.
У 2010—2013 роках була одружена з актором Орландо Блумом. 6 січня 2011 року народила сина Флінна. З 2017 одружена з Еваном Шпігелем.
Міранда Керр є послідовницею буддизму (школи Нітірен). Якби не стала моделлю, побудувала и кар'єру в галузі психології та здорового харчування.

## Кар'єра
Керр стала відома в модній індустрії в кінці 90-х після перемоги в Australian nation-wide model search, організований «Dolly Magazine» і «Impulse fragrances». Кар'єру почала з рекламної кампанії для Ober Jeans Paris у 2004 році з французьким фешн-фотографом Еріком Себан-Меєром (Erick Seban-Meyer).
Вона перша австралійка в Victoria's Secret. Навесні 2013 року Міранда Керр припинила співпрацю з брендом Victoria's Secret, назвавши причиною подібного рішення власну «природну еволюцію». Міранда Керр захоплюється моделлю і бізнесвумен Крісті Терлінгтон (Christy Turlington).

## Особисте життя
У 2014 році Керр розповіла про свою бісексуальність в інтерв'ю журналу «GQ».